# Зверково (Московская область)
Зверково — деревня в Дмитровском районе Московской области, в составе городского поселения Дмитров. Население — 262 чел. (2010). До 2006 года Зверково входило в состав Настасьинского сельского округа.
В 1926 году деревня являлась центром Зверковского сельсовета Дмитровской волости Дмитровского уезда Московской губернии. В 1929 году Зверково вошло в Подмошский сельсовет, в 1939 году — в Сысоевский сельсовет.

## Расположение
Деревня расположена в центральной части района, примерно в 7 км западнее Дмитрова, у системы мелиорировных каналов поймы по левому берегу Яхромы (приток — Дятлинка и Левый Нагорный канал), высота центра над уровнем моря 149 м. Ближайшие населённые пункты — примыкающие на востоке Горшково и Подмошье, Дятлино — в 0,5 км на юго-запад. У южной окраины деревни проходит автодорога А108 (Московское большое кольцо).

## Население
| 2002 | 2006 | 2010 |
| ---- | ---- | ---- |
| 106  | ↘92  | ↗262 |

В 1912 году — 68 дворов (стр. 227, 1912 год, Памятная книга Московской губернии)
В 1926 году в 100 крестьянских дворах проживало 236 мужчин и 280 женщин (516 человек).